# Yahoo! Hỏi & Đáp
Yahoo! Hỏi & Đáp (tiếng Anh: "Yahoo! Answers") là một dịch vụ cộng đồng trực tuyến, là một trang hỏi đáp trực tuyến được cung cấp bởi Yahoo được ra mắt từ 13 tháng 12 năm 2005, nhằm chia sẻ kiến thức qua cách hỏi-đáp và cho phép người dùng đặt các câu hỏi về các lĩnh vực để mong nhận được các câu trả lời từ cộng đồng người dùng cũng như trả lời các câu hỏi của những người dùng khác. Trang web cũng cung cấp cho các thành viên cơ hội để kiếm được số điểm như một cách để khuyến khích sự tham gia. Tính đến tháng 12 năm 2006, Yahoo! Answers đã có 60 triệu người sử dụng và 65 triệu câu trả lời, tăng tốc nhờ sự kết hợp với dịch vụ Google Answers tương tự. Từ ngày 11 tháng 6 năm 2007, dịch vụ hỏi đáp cũ của Yahoo! là Ask Yahoo! chính thức kết hợp với Yahoo! Answers. Yahoo! Answers đã trở thành trang dịch vụ tìm hiểu kiến thức hạng 2, sau Wikipedia.
Yahoo! ra bản thử nghiệm của Yahoo! Hỏi & Đáp bản tiếng Việt vào ngày 19 tháng 6 năm 2007, ra bản chính thức sau đó hai tuần..
Ngày 5 tháng 4 năm 2021, Yahoo thông báo rằng Yahoo! Hỏi & Đáp sẽ đóng cửa vào ngày 4 tháng 5 năm 2021. Bắt đầu từ ngày 20 tháng 4 năm 2021, trang web sẽ chuyển sang chế độ chỉ đọc và người dùng sẽ không thể đặt câu hỏi hoặc trả lời câu hỏi nữa. Trang web sẽ ngừng hoạt động vào ngày 4 tháng 5 năm 2021.